# Isle of Wight (album)
| Recensione | Giudizio |
| ---------- | -------- |
| Allmusic   | link     |

Isle of Wight è un album live postumo di Jimi Hendrix, pubblicato in Gran Bretagna nel novembre 1971 dalla Polydor solamente per il mercato europeo.
Il disco documenta parzialmente l'esibizione di Hendrix al Festival dell'Isola di Wight il 30 agosto 1970; il suo ultimo concerto in Inghilterra prima del decesso avvenuto in settembre. L'album venne missato e lavorato dall'ingegnere del suono Carlos Ohlms.
La foto di copertina non proviene dall'esibizione all'Isola di Wight, ma da un concerto tenutosi a Berlino.
Isle of Wight contiene solo una parte del concerto. L'intera esibizione completa di Hendrix è stata pubblicata sull'album Blue Wild Angel: Live at the Isle of Wight nel 2002.

## Tracce
Tutti i brani sono opera di Jimi Hendrix, eccetto dove indicato.
Lato 1
1. Midnight Lightning - 6:23
2. Foxy Lady - 3:29
3. Lover Man - 2:58

Lato 2
1. Freedom - 4:36
2. All Along the Watchtower (Bob Dylan) - 5:39
3. In From the Storm - 6:14

## Formazione
- Jimi Hendrix: chitarra elettrica, voce
- Mitch Mitchell: batteria
- Billy Cox: basso